# Jacques Bégu
Pour les articles homonymes, voir Begu.
Pas d'image ? Cliquez ici

a Compétitions nationales et continentales officielles uniquement.

b Matchs officiels uniquement.
Jacques Bégu, né le 22 avril 1957 à Dax, est un joueur français de rugby à XV.

## Biographie
En 1972, alors que le club landais de Labatut renaît après plus de 50 ans de mise en sommeil, Jacques Bégu prend sa licence avec l'Association sportive des bleuets labatutois,.
Il rejoint l'US Dax à partir de la saison 1975-1976.
Surnommé le funambule, il remporte le Challenge Yves du Manoir 1982 contre le RC Narbonne.
Le 11 novembre 1982, il joue avec les Barbarians français contre l'Argentine à Dax. Les Baa-Baas s'inclinent 8 à 22. Peu après, le 20 novembre 1982, il connaît sa première cape internationale avec l'équipe de France, jouant contre l'Argentine, au Parc des Princes. Il totalise en tout trois sélections durant sa carrière.
Il atteint à nouveau la finale du challenge Yves du Manoir en 1988, s'inclinant cette fois contre le Stade toulousain.
En 1990, après treize saisons sous le maillot de l'équipe première dacquoise, il rejoint le Lyon OU à l'automne 1990 en tant que joueur-entraîneur ; il met un terme à sa carrière au terme de la saison 1992-1993.
Son fils, portant également le même prénom, a aussi été formé au sein de l'US Dax.

## Palmarès
Avec l'US Dax
- Challenge Yves du Manoir :
  - Vainqueur (1) : 1982
  - Finaliste (1) : 1988

Avec le Lyon OU
- Championnat de France de 2e division :
  - Champion (1) : 1992